# Kostel svaté Voršily (Praha)
Kostel svaté Voršily na Novém Městě pražském je významná vrcholně barokní stavba. Jedná se o římskokatolický klášterní kostel při novoměstském klášteře a školy sester voršilek. Nachází se na Národní třídě č. 139/8 v Praze 1-Novém Městě. Společně s klášterem voršilek je chráněn jako kulturní památka České republiky. Na téže adrese sídlí rovněž Endokrinologický ústav a prodejna italských specialit Aggeo.

## Dějiny

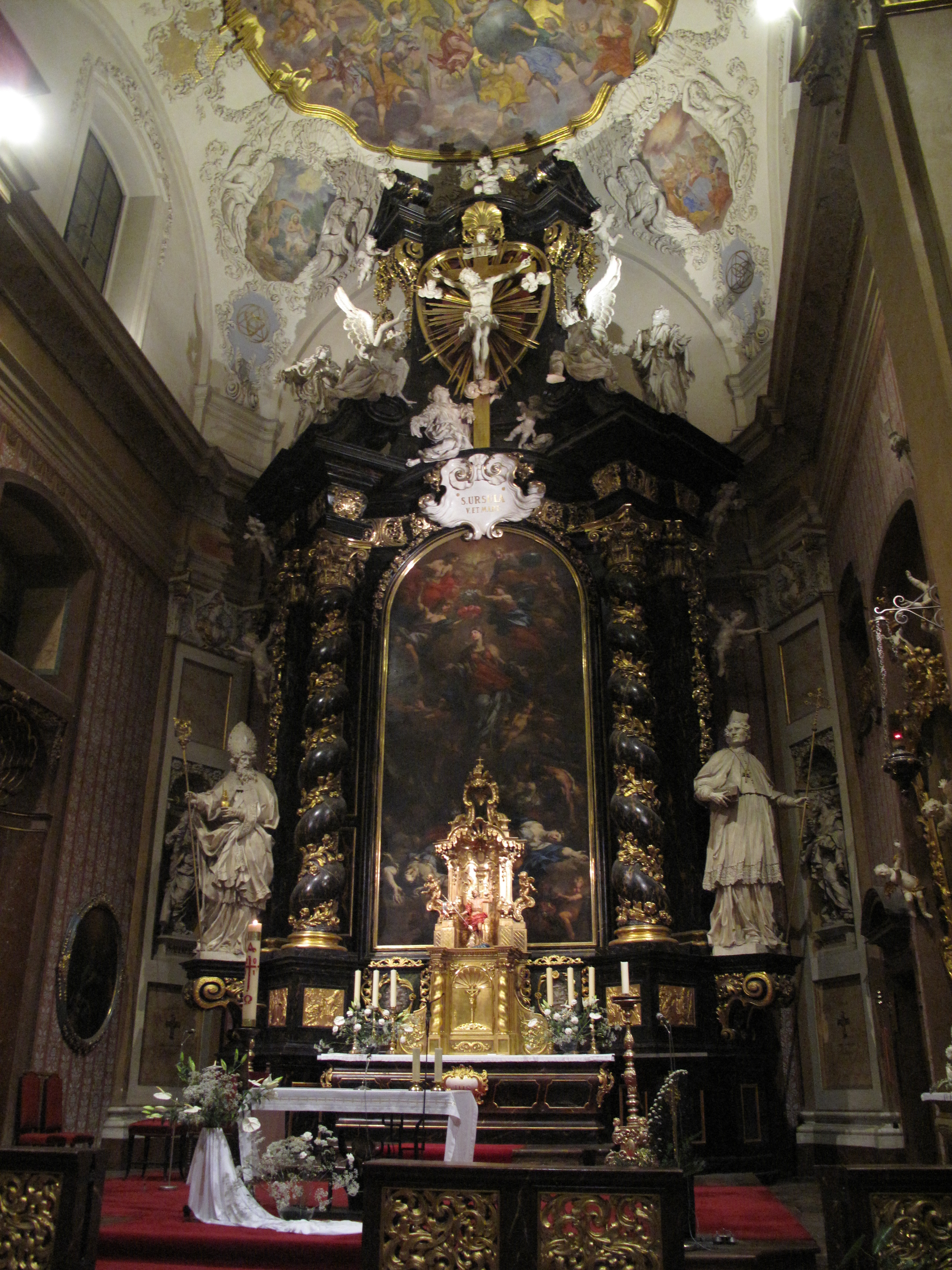
Hlavní oltář kostela svaté Voršily

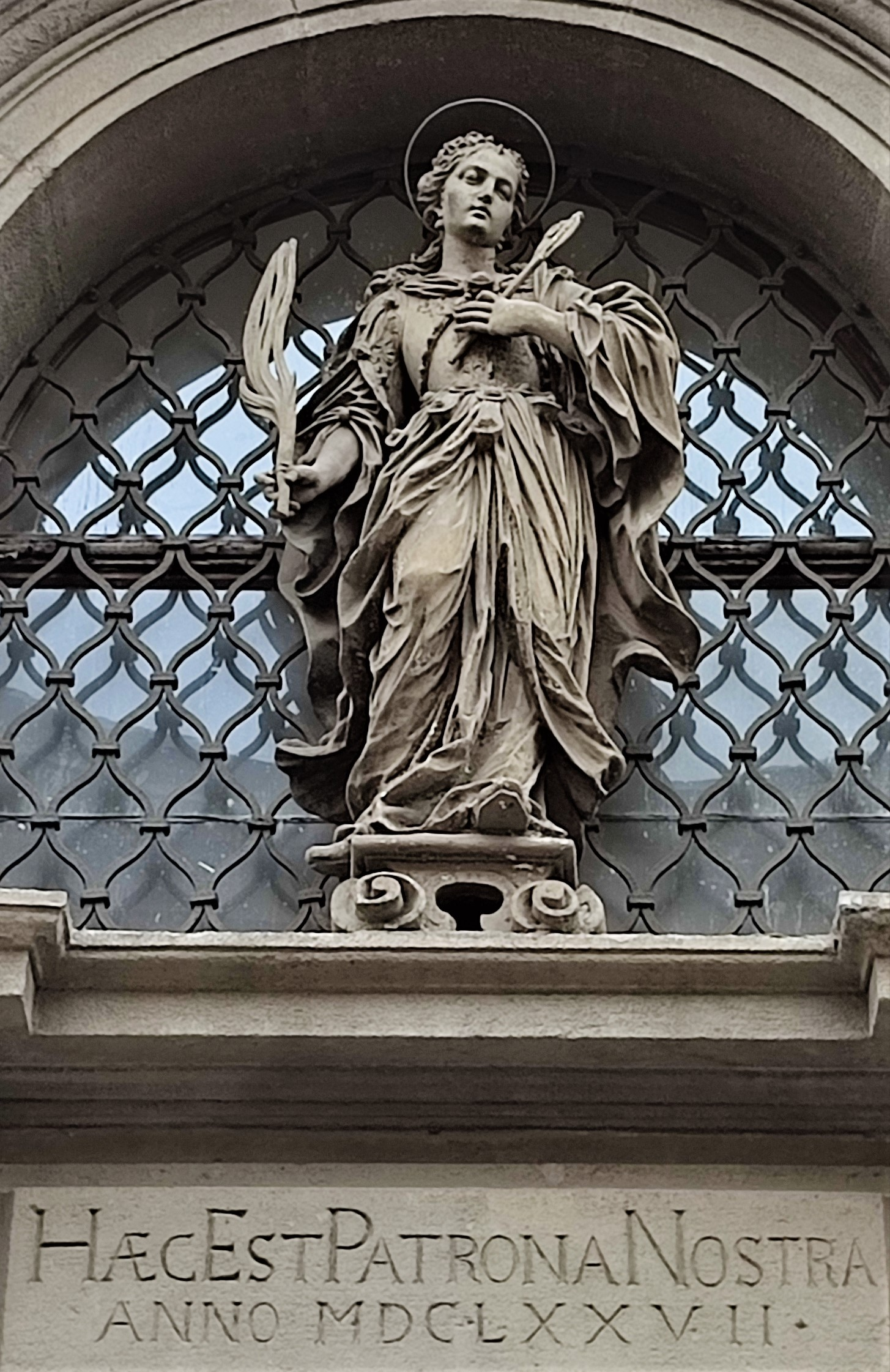
Socha sv. Voršily nad vchodem do kostela a kláštera; 1677

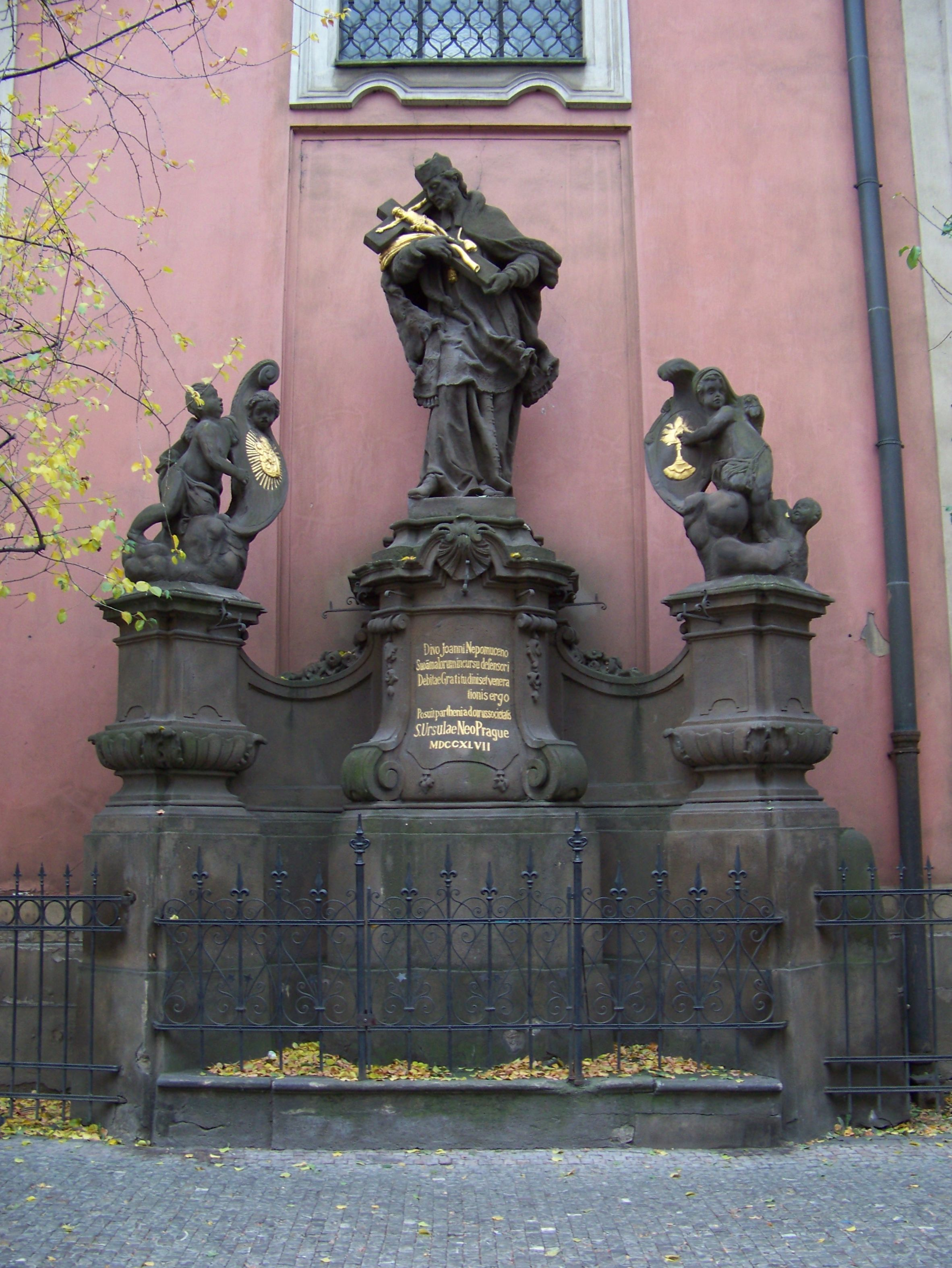
Sousoší svatého Jana Nepomuckého

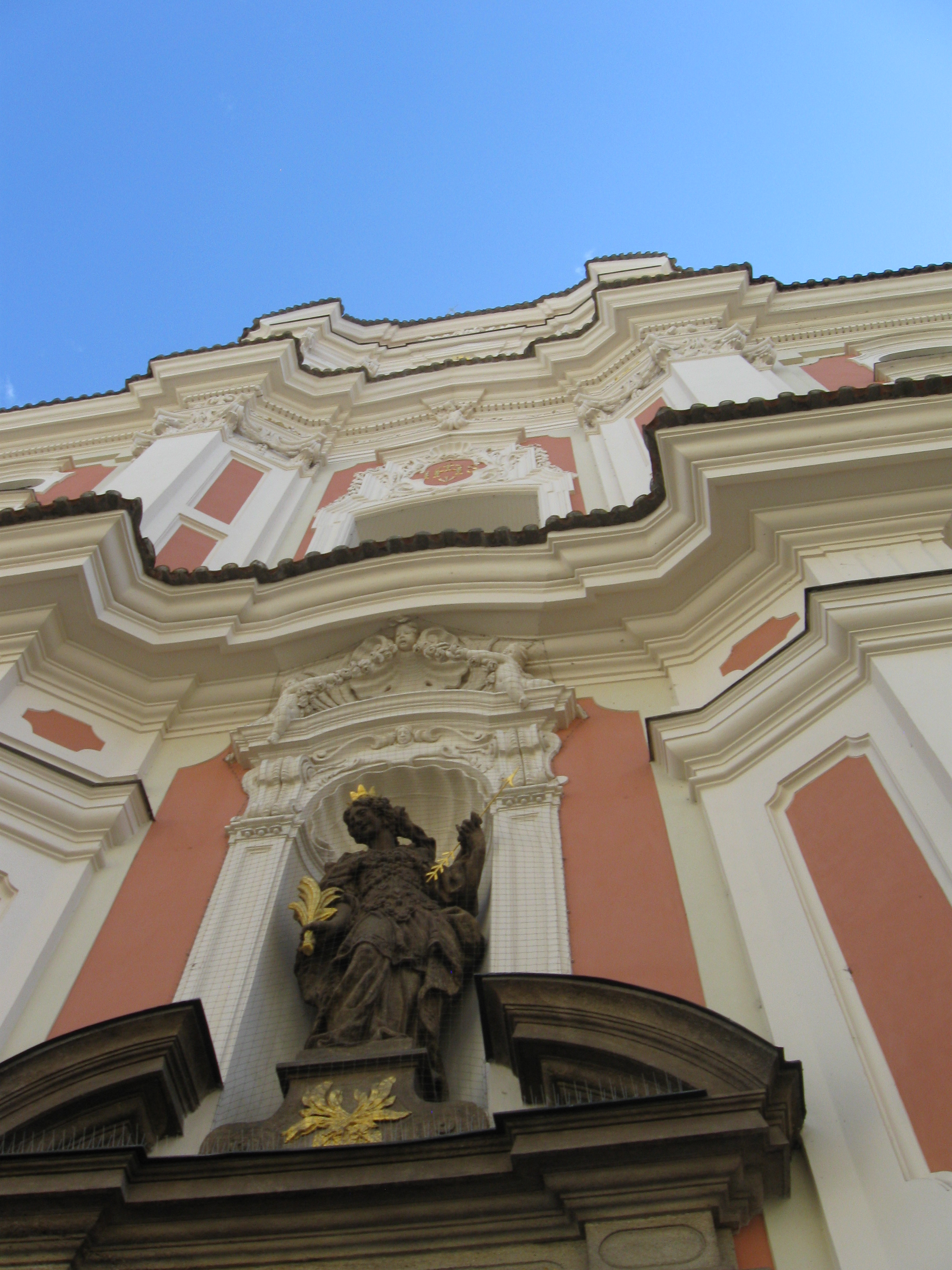
Socha sv. Voršily nad vchodem do chrámu, 1701

Na místě měšťanských domů, jejichž základy a dvě klenby se dochovaly v suterénu, byla roku 1699 založena a v letech 1702 až 1704 postavena novostavba jednolodního vrcholně barokního kostela, při starším klášteře voršilek. Projekt vytvořil Marcantonio Canevalle roku 1699, datovaný originál projektu se dochoval. Základní kámen byl položen 4. dubna 1699 za přítomnosti architekta a slavnost se  opakovala po instalaci nové představené 24. září 1702, kdy byla stavba téměř hotova. Kostel se třemi oltáři a bez vnitřní výzdoby byl posvěcen světícím biskupem pražským a zároveň strahovským opatem Vítem Seiplem dne 6. července 1704. 10. července roku 1718 vysvětil Jan Kamenický již plně zařízený kostel.

## Výzdoba

### Interiér
Vnitřní výzdobu provedli do roku 1707 malostranský malíř Jan Jakub Stevens ze Steinfelsu (fresky) a pravděpodobně Tommaso Soldatti (štukatury). Fresky pokrývají tři pole klenby a znázorňují činnost tří božských osob ve světě (Boha Otce, Syna a Ducha svatého). Nad kruchtou je zpodoben Anděl Strážce. Tam se také dochovala v rohu Steinfelsova signatura.
Kostel má celkem šest oltářů.
- Hlavní oltář sv. Voršily: obraz Nanebevzetí sv. Voršily mezi družkami namaloval Jan Kryštof Liška roku 1704, daroval jej František Antonín Špork, jehož erb je dole vymalován. Dřevěné konstrukce dodal truhlář Jan Unmuth, bíle štafírované oltářní sochy sv. Augustina a sv. Karla Boromejského a skupinu Nejsvětější Trojice mezi anděly v nástavci dodal František Preiss do roku 1710.
- Boční oltář Nanebevzetí Panny Marie štafíroval Jan Kryštof Tummer, obraz na něj namaloval Petr Brandl roku 1710. Na predele je obraz sv. Rodiny pod sklem.
- Oltář svaté Anny: obraz namaloval Jan Kryštof Liška (1710), obnovil jej Josef Scheiwl roku 1883; darovala hraběnka Ludmila Herula Molariová, rozená z Kaiserštejnu.
- Oltář sv. Josefa: obraz sv. Josef ukazuje andělům novorozenou Pannu Marii, svou příští snoubenku; namaloval švýcarský malíř Jan Bruno Rossi v letech 1737-1739, na predele menší obraz s výjevem Smrt sv. Františka Xaverského na ostrově Šang Čchuan.
- Oltář sv. Jana Nepomuckého: obraz klečícího sv. Jana Nepomuckého při adoraci sv. kříže, za asistence anděla (1710)
- Oltář sv. Anděly Mericiové, zakladatelky řádu voršilek: obraz sv. Anděla adoruje kříž, namaloval Ignác Raab roku 1743 na objednávku představené kláštera, baronky Emerenciány von Wenden. V predele zasklené schránky s relikviemi, uprostřed lebka z družiny sv. Voršily
- Ambonu a oltář čelem k lidu navrhl roku 1985 Karel Stádník.
- Kazatelna je barokní, vyzdobená řezbami čtyř evangelistů z dílny Františka Preisse.
- Mramorový kámen v podlaze uprostřed kostela kryje hrobku (kryptu) řeholnic, zrušenou za reforem císaře Josefa II. roku 1784. Mramorovou dlažbu provedl Jan Petr Baumgartner v letech 1737-1740
- V nikách po obvodu lodi 14 soch apoštolů (včetně sv. Matěje a sv. Barnabáše), vynikající díla Františka Preisse.
- Kruchta je dvojí, spodní sloužila původně dětskému sboru, horní sestrám voršilkám.
- Varhany postavil Leopold Spiegl v letech 1723-1725.
- V podkruchtí na severní stěně: socha ukřižovaného Krista, barokní ze zrušeného kláštera celestinek v Praze v Jindřišské ulici
- zpovědnice barokní, s řezanou skupinou Zvěstování P. Marii, pravděpodobně František Preiss
- Zvon v sanktusové vížce nad kruchtou byl odlit roku 1706 v dílně Mikuláše Löwa.
- Kaple Nejsvětějšího srdce Ježíšova přiléhá ke kostelu na jižní straně a slouží sestrám voršilkám, stejně jako jižní vchod do kostela ze dvora od kláštera.

Interiér chrámu v  letech 1883 až 1884 upravil architekt Antonín Viktor Barvitius, který dal dosavadní výmalbu stěn překrýt novobarokními šablonami s nekonečným ornamentálním tapetovým vzorem. Při generální obnově interiéru v letech 1983-1985 byl zčásti zachován vzor novobarokní a zčásti obnovena starší vrstva výmalby.

### Exteriér
V nadpraží hlavního vchodu do chrámu stojí kamenná socha sv. Voršily, jejímž autorem je pravděpodobně Ottavio Mosto (1701); sochy sv. Markéty, Agáty (Háty), Panny Marie Immaculaty, šesti andělů a archanděla Michaela dodala dílna Matěje Václava Jäckela. Před kostelem stojí pískovcové sousoší svatého Jana Nepomuckého se dvěma andílky po stranách, andílci nesou kartuše s Janovými atributy: monstranci a staroboleslavské paládium. Sousoší vytesal Ignác František Platzer v letech 1746-1747 původně jako vrchol kašny, podle architektonického návrhu Kiliána Ignáce Dientzenhofera. Kašna musela koncem 19. století ustoupit dopravnímu provozu ulice.
Před budovou prelatury stojí misijní kříž s Ukřižovaným, tato olejomalba na plechu pochází z 19. století a jeho malba byla po zničení obnovena v letech 1982-1983 malířem-restaurátorem Janem Mikulášem Hálou.

## Duchovní správa
Do 31. prosince 2004 byla u kostela samostatná duchovní správa, řízená dominikány od sv. Jiljí. Nyní jde o klášterní kostel řádu sester voršilek.